# California Gurls
"California Gurls" é uma canção disco/electropop da cantora e compositora Katy Perry, para seu terceiro álbum de estúdio de música pop, Teenage Dream. "California Gurls" conta com a participação do rapper Snoop Dogg e foi lançada pela gravadora Capitol Records como o primeiro single do álbum em 7 de maio de 2010. Segundo Perry, a música é uma resposta à canção de Jay-Z com a participação de Alicia Keys, "Empire State of Mind", sendo que "Empire State of Mind" faz uma homenagem a Nova Iorque e "California Gurls" faz homenagem a Califórnia. O single vendeu mais de 12,8 milhões de downloads e esteve entre os dez mais vendidos de 2010, de acordo com o ranking da International Federation of the Phonographic Industry (IFPI).
Originalmente, a canção seria lançada em 25 de maio, mas após ter seus trechos vazados na internet, a Capitol Records decidiu lançá-la antecipadamente. "California Gurls" estreou na segunda posição da Billboard Hot 100, tendo mais tarde atingido o seu pico no topo, se tornando na segunda canção de Perry a atingir tal feito. Alcançou o topo de várias tabelas musicais ao redor do mundo como na Austrália, no Brasil, no Canadá, nos Estados Unidos e na Nova Zelândia.

## Antecedentes e divulgação

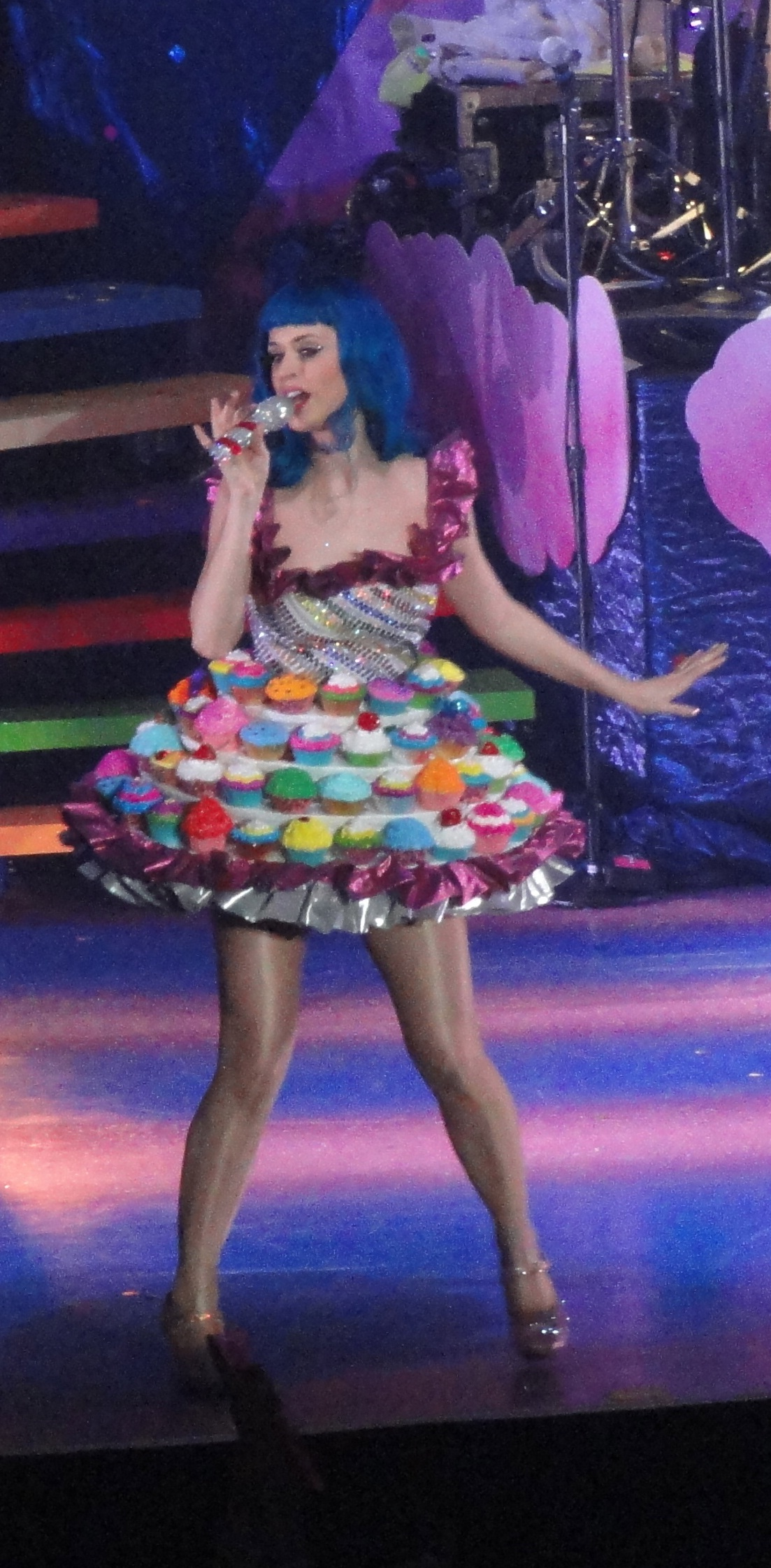
Perry interpretando "California Gurls" na California Dreams Tour em Bournemouth, Inglaterra.

Após alguns trechos da música terem sido divulgados na internet, a Capitol Records decidiu lançar "California Gurls" como single. A canção chegaria às rádios no dia 25 de maio de 2010, mas a sua estreia foi adiantada para 7 de maio de 2010. Segundo uma entrevista de Perry para o Digital Spy, a Califórnia influenciou sua música e, também, o seu terceiro álbum. Para promover a canção em sua página oficial, foi usado o slogan "O Verão Começa Agora!". Mais tarde, foi divulgado no YouTube um vídeo que mostra como foram as gravações, onde aparece Perry e Snoop Dogg no estúdio da Capitol Records. Ela comentou a Entertainment Weekly que a palavra do título, "gurls", é uma referência à "September Gurls" do Big Star. Segundo ela, Snoop Dogg foi escolhido por ela através da Wikipédia, pesquisando pela lista de artistas de hip hop da Costa Oeste: "Eu estava na Wikipédia buscando o perfil de todos os rappers que nasceram na costa oeste. Eu estava pensando comigo quem era o melhor, quem ainda é relevante, quem é a cereja do bolo, e era óbvio que era o Snoop".
Enquanto a capa do single, foi fotografada por Emma Summerton em 27 de abril de 2010. Perry avisou os fãs pelo seu Twitter que o trabalho artístico "não poderia ser mais colorido", mostrando apenas o detalhe de suas unhas pintadas de cor-de-rosa. A cantora aparece sentada na areia do mar com uma peruca azul, vestida com um biquíni colorido, abandonando seu estilo pin-up de One of the Boys.
O usuário JasonMundayMusic postou no YouTube, um cover/paródia de "California Gurls", intitulado "California Dorks". Ele canta sobre os costumes californianos e, principalmente, sobre os cromos que abusam das tecnologias em todos os lugares. Um vídeo que faz paródia à música também foi lançado e intitulado "California Gays", onde é mostrado uma versão alternativa homossexual sobre a Califórnia com um confronto entre eles e os gays de Nova York — ao som de "Empire State of Mind", de Jay-Z e Alicia Keys.
Sua primeira performance ao vivo ocorreu no CW Upfront 2010, no canal The CW Television Network, filmado no Madison Square Garden, em Nova York. Em 6 de junho, ela apresentou-se com Snoop Dogg e várias dançarinas na cerimônia de premiação MTV Movie Awards de 2010, onde interpretou surfando no ar. Perry comunicou: "Estou muito orgulhosa de representar a Costa Oeste no MTV Movie Awards com o brilho mágico do letreiro de Hollywood com meu novo single. Eu espero que seja a canção de um monte de amores de verão [...] Na minha casa eu sei que será."  Ela apresentou-se no German Next Topmodel em 9 de junho, onde apareceu suspensa em um sol ficcional e também no Le Grand Journal em 12 de junho. A cantora também apresentou a mesma canção no MuchMusic Video Awards 2010 em 20 de junho, onde foi montado um cenário inspirado no seu videoclipe. Depois de se machucar em uma festa em Toronto, Canadá, e levar 17 pontos na perna em 20 de junho, Perry apresentou-se no Live@Much com uma meia ortopédica, postando em seu Twitter: "Dezessete pontos na perna. Portanto não deem risada do meu jeito de dançar amanhã. Obrigada pela lembrança do Canadá". Perry ainda interpretou a canção no The Graham Norton Show no Reino Unido em junho. O hit também foi apresentado no pocket show feito por Katy Perry no dia do lançamento americano de seu álbum (24 de agosto de 2010), junto aos hits do seu primeiro álbum e algumas canções do "Teenage Dream". Já no dia 27 de agosto de 2010, Katy voltou a promover o single, desta vez parando a cidade de Nova York para um show gratuito no meio da rua. Nesta apresentação, ela também cantou uma versão remixada do primeiro hit de sua carreira "I Kissed a Girl" e o segundo single do novo disco "Teenage Dream".

## Composição e estrutura
Katy Perry compôs "California Gurls" com Dr. Luke, Max Martin, Bonnie McKee e Snoop Dogg em resposta à música de Jay-Z com Alicia Keys, "Empire State of Mind" (canção que faz ode à Nova Iorque). A cantora faz homenagem ao estado californiano, principalmente às mulheres, praias e estilo de vida, intitulando a Costa-Oeste Americana como "Costa Dourada". Perry comentou sobre a composição de "California Gurls" à BBC Newsbeat: "Todos estavam segurando seus drinks no ar e dançando, e eu pensei, 'Não estamos em Nova Iorque, estamos em Los Angeles! E a Califórnia? E todos os garotos, as palmeiras, as peles bronzeadas?' […] Decidi que precisávamos de uma resposta. Eu quero que as pessoas comprem uma passagem para a Califórnia assim que ouvirem a música pela primeira vez".
A música possui influências da música pop da década de 1990 e Cyndi Lauper, sendo que seu ritmo foi comparado à canção "Tik Tok" de Kesha e "Trouble" de Britney Spears. Apesar das comparações com Britney Spears e Kesha, Perry comentou à Rolling Stone que suas inspirações foram o cantor Prince e algumas outras músicas da década de 1990. Originalmente, a canção com 126 batidas por minuto é performada em contralto por Perry e seu alcance vocal estende-se a partir da nota C4 até a nota Bb5, sendo que canção segue a progressão harmônica de acordes C–D–D–E–F–F nas duas primeiras estrofes, F–C–D–Bb–C–F–C–D–Bb nos versos e F–G–F–F–C–G–F–F–G–F–D no refrão. Perry falou sobre a canção para a Rolling Stone brasileira: "Ok, 'California Gurls' não é genial. Não é minha obra-prima, mas é contagiante pra caramba".

## Recepção crítica e pública
| Críticas profissionais | Críticas profissionais |
| Avaliações da crítica  | Avaliações da crítica  |
| Fonte                  | Avaliação              |
| ---------------------- | ---------------------- |
| Rolling Stone          | 3 de 5 estrelas.       |
| About.com              | 4 de 5 estrelas.       |
| Digital Spy            | 5 de 5 estrelas.       |

"California Gurls" recebeu críticas geralmente positivas. James Montgomery disse que "California Gurls" é uma música "grande, brilhante, decididamente uma canção pop para praia com os amigos e cheio de sintetizadores", completando dizendo que Snoop Dogg "aparece no meio da canção para contribuir com um verso dedicado às bronzeadas e belas garotas da Califórnia, que ele ama". O USA Today disse que "'California Gurls', com Snoop Dogg, é um brinde efervescente para a diversão do verão". Nick Levine do Digital Spy também fez uma crítica positiva à canção, onde comentou que "inovador não é, mas 'California Gurl' é uma enorme diversão, maravilhosamente cativante". Levine deu a canção a avaliação máxima de cinco estrelas e escreveu que "é fácil se apaixonar" por ela, "graças ao refrão pop que não dá para parar e ao vocal carismático de Perry". Baseando-se em milhares de votos, o iTunes classificou a canção com 4 estrelas e meia e quatro dias após entrar em seu download digital, "California Gurls" foi classificada como a 1ª música no Top Music Chart, que seleciona as 100 músicas mais baixadas. Em apenas uma semana, a música atingiu o total de 294 000 downloads legalizados pelo iTunes. Snoop Dogg recebeu críticas positivas de Christian Hoard da Rolling Stone, que disse que "os versos de Snoop Dogg são marginalmente melhores do que os versos de Perry", completando dizendo que é "a música do verão" e que "vai ficar gravada na mente de muitas pessoas". A edição brasileira da Rolling Stone disse que a canção é boba. Bill Lamb do About.com disse que "California Gurls" é "um pouco mais divertida e pop, que faz você sonhar com o verão e com as férias que você irá fazer em alguns meses". Já Brent Koepp do sítio One Thirty BPM, fez uma análise negativa da canção, afirmando que a letra da música é muito pobre, porém, chamando a música de "divertida".
Através de votações, a MTV elegeu as "Músicas do Verão Americano de 2010", onde a canção de Katy Perry, "Alejandro" de Lady Gaga, "Airplanes" de B.o.B com participação de Hayley Williams, "My First Kiss" dos 3OH!3 com participação de Ke$ha e "OMG" de Usher com participação de will.i.am apareceram listadas. "California Gurls" recebeu 42.9% dos votos, ficando em segundo lugar na listagem de votação. A canção também foi indicada na categoria "Melhor Single" nos Teen Choice Awards de2010.

## Vídeo musical

### Produção
| “ | Eu amo a ideia de construir uma estética baseada na imaginação. Nesse clipe, é como se o mundo fosse o tabuleiro de um jogo chamado Candy Land, uma das minhas brincadeiras favoritas quando eu era pequena. Chamamos ele de Candyfornia ao invés de Califórnia, por isso é um mundo diferente. Não é como "oh, vamos para a praia fazer uma festa e depois filmar o videoclipe". É mais como "vamos colocar um mundo totalmente diferente no vídeo!" O legal é resgatar essas lembranças puras e divertidas da infância e temperá-las com um pouquinho de sacanagem! | ” |

O videoclipe de "California Gurls" estava previsto para 10 de junho de 2010, porém seu lançamento foi adiado para 15 de junho. O projeto sofreu influências de A Fantástica Fábrica de Chocolate e Alice no País das Maravilhas. Originalmente, Perry e Snoop Dogg foram filmados em um estúdio com chroma key verde ao fundo, substituído por vários efeitos especiais, mais tarde, realizados pela Motion Theory. Mathew Cullen dirigiu e também foi o responsável pelo conceito e design — dos cenários e trajes — de "California Gurls", segundo a MTV News. Will Cotton foi o diretor artístico do vídeo, sendo que já era conhecido por desenvolver obras relacionadas à doces e guloseimas. Gravado entre 14 e 16 de maio, Cullen e Perry não queriam que o vídeo seguisse o contexto da música, relacionando-no à imagem geral da Califórnia como surf, praias e verão. Em entrevista, Katy Perry disse que criaram o jogo "Candyfornia", para o videoclipe, inspirado em Candy Land, onde foram usados cenários constituídos por algodão doce, bombons, chicletes, cupcakes, pirulitos, sorvetes e com elementos baseados no estado californiano como algumas praias, Calçada da Fama e o Letreiro de Hollywood. Segundo Perry, criaram a "Candyfornia" porque gostariam que fosse alguma coisa original, não um videoclipe rotineiro de Hollywood. Em uma das cenas, a cantora aparece nua deitada em uma nuvem de algodão doce; segundo ela, estava realmente nua e "apenas meninas e gays podiam entrar no estúdio".

### Recepção
No videoclipe, Perry e algumas garotas do jogo confrontam-se com o exército de Snoop Dogg, formado por malígnos gummi bears, um tipo de bala de goma existente. A produtora fabricante destas guloseimas, "Trolli" e "Haribo", criticaram o videoclipe, dizendo que "os gummi bears de California Gurls são rudes, imitações estúpidas, pois eles seriam mais gordos e dariam abraços de ursos em Katy Perry, dizendo que tudo vai ficar bem".

## Faixas e versões
| Download digital |                                                 |         |  |
| N.º              | Título                                          | Duração |  |
| 1.               | "California Gurls" (participação de Snoop Dogg) | 3:56    |  |

| CD single promocional |                                                 |         |  |
| N.º                   | Título                                          | Duração |  |
| 1.                    | "California Gurls" (participação de Snoop Dogg) | 3:56    |  |
| 2.                    | "California Gurls"                              | 3:40    |  |

| CD single internacional |                                                 |         |  |
| N.º                     | Título                                          | Duração |  |
| 1.                      | "California Gurls" (participação de Snoop Dogg) | 3:56    |  |
| 2.                      | "Hot n Cold" (Yelle remix)                      | 4:07    |  |

## Créditos
Todo o processo de elaboração da canção atribui os seguintes créditos:
- Vocais — Katy Perry, Snoop Dogg
- Compositores — Katy Perry, Snoop Dogg, Dr. Luke, Max Martin, Bonnie McKee, Benny Blanco
- Produtores — Luke, Martin, Blanco
- Mixadores e remixadores — GrandMarnier, John Hanes, Serban Ghanea, Tepr
- Engenheiro de som — Emily Wright, Nick Banns, Sam Holland, Tina Kennedy, Tatiana Gottwald
- Assistentes — Aniela Gottwald, Tom Roberts
- Baixo, Bateria, Guitarra, Teclado, Sintetizadores — Luke, Blanco, Martin
- Coordenadores de produção — Gary "G" Silver

## Desempenho e certificações
A canção estreou na quarta posição na Nova Zelândia, tendo mais tarde atingido o seu pico no topo, se mantendo lá por duas semanas. Estreou no segundo lugar da Billboard Hot 100 e em apenas quatro semanas, "California Gurls" atingiu a primeira posição, igualando o recorde do cantor Bobbie Gentry — que havia levado o mesmo tempo para chegar ao topo com "Ode to Billie Joe" em 1967. Esta foi a segunda canção de Perry à chegar ao primeiro lugar da Hot 100 americana, pois em 2008 ela conseguiu o mesmo com "I Kissed a Girl". Também estreou no pódium da Austrália, subindo do terceiro para o primeiro lugar em quatro semanas; a canção vendeu mais de 35 mill unidades e recebeu o certificado de ouro. Durante 6 semanas consecutivas, incluindo a semana de estreia, "California Gurls" esteve listada na primeira posição. No Brasil, a canção substituiu "Alejandro" de Lady Gaga da primeira posição. "California Gurls" foi a música mais tocada em uma semana durante toda a história da música dos Estados Unidos, cerca de 13 167 vezes no país. Em agosto de 2012, havia vendido 5 358 000 cópias no país.
| Paradas (2010)                              | maior posição |
| ------------------------------------------- | ------------- |
| Austrália (ARIA)                            | 1             |
| Áustria (Ö3 Austria Top 40)                 | 2             |
| Bélgica (Ultratop 50 Flanders)              | 6             |
| Brasil (Brasil Hot 100)                     | 1             |
| Canadá (Canadian Hot 100)                   | 1             |
| Dinamarca (Hitlisten)                       | 5             |
| Espanha (PROMUSICAE)                        | 18            |
| Estados Unidos (Airplay Top 100)            | 1             |
| Estados Unidos (Dance/Club Play Songs)      | 1             |
| Estados Unidos (Digital Songs)              | 1             |
| Estados Unidos (Billboard Hot 100)          | 1             |
| Estados Unidos (Pop Songs)                  | 1             |
| Estados Unidos (Radio Songs)                | 1             |
| União Europeia (Billboard European Hot 100) | 1             |
| Finlândia (Mitä hittiä)                     | 2             |
| França (SNEP)                               | 5             |
| Irlanda (IRMA)                              | 1             |
| Nova Zelândia (RIANZ)                       | 1             |
| Noruega (VG-lista)                          | 5             |
| Países Baixos (Dutch Top 40)                | 2             |
| Portugal (Portugal Singles Chart)           | 3             |
| Reino Unido (The Official Charts Company)   | 1             |
| Suécia (Sverigetopplistan)                  | 8             |

| País                           | Certificação |
| ------------------------------ | ------------ |
| Alemanha (BVMI)                | Ouro         |
| Austrália (ARIA)               | 6× Platina   |
| Bélgica (Ultratop 50 Flanders) | Ouro         |
| Canadá (Music Canada)          | 4× Platina   |
| Estados Unidos (RIAA)          | 9× Platina   |
| Dinamarca (IFPI)               | Ouro         |
| Itália (FIMI)                  | Platina      |
| Japão (RIAJ)                   | Ouro         |
| Nova Zelândia (RIANZ)          | 2× Platina   |
| Reino Unido (BPI)              | Platina      |
| Suécia (IFPI)                  | Platina      |
| Suíça (IFPI)                   | Platina      |
| Áustria (IFPI)                 | Ouro         |

| Parada (2010)                             | Posição |
| ----------------------------------------- | ------- |
| Australian Singles Chart                  | 5       |
| Austrian Singles Chart                    | 16      |
| Belgian (Flanders) Ultratop Singles Chart | 24      |
| Belgian (Wallonia) Ultratop Singles Chart | 17      |
| Canadian Hot 100                          | 1       |
| Denmark (Tracklisten)                     | 30      |
| Dutch Top 40                              | 17      |
| European Hot 100 Singles (Billboard)      | 14      |
| Germany (Media Control AG)                | 20      |
| Hungarian Airplay Chart                   | 14      |
| Irish Singles Chart                       | 10      |
| Italian Singles Chart                     | 12      |
| Netherlands (Dutch Top 40)                | 17      |
| New Zealand (RIANZ)                       | 3       |
| Romanian Top 100                          | 94      |
| Swedish Singles Chart                     | 39      |
| Swiss Singles Chart                       | 18      |
| UK Singles (The Official Charts Company)  | 8       |
| US Billboard Hot 100                      | 4       |
| US Adult Pop Songs                        | 7       |
| US Hot Dance Club Songs                   | 5       |
| US Pop Songs                              | 5       |

## Histórico de lançamento
"California Gurls" foi lançada nas rádios estado-unidenses em 7 de maio de 2010 e digitalmente no mundo todo quatro dias depois. Em junho do mesmo ano a canção teve seu lançamento físico.
| País           | Data                | Formato                   | Grvadora        |
| -------------- | ------------------- | ------------------------- | --------------- |
| Estados Unidos | 7 de maio de 2010   | Airplay                   | Capitol Records |
| Mundo          | 11 de maio de 2010  | Download digital          | Capitol Records |
| Alemanha       | 11 de junho de 2010 | CD single                 | Capitol Records |
| Reino Unido    | 21 de junho de 2010 | CD single, Disco de vinil | EMI Records     |
| França         | 28 de junho de 2010 | CD single                 | Capitol Records |